# Lippsina
Lippsina es un género de foraminífero bentónico de la subfamilia Nonioninae, de la familia Nonionidae, de la superfamilia Nonionoidea, del suborden Rotaliina y del orden Rotaliida. Su especie tipo es Nonion demens. Su rango cronoestratigráfico abarca el Aquitaniense (Mioceno inferior).

## Clasificación
Lippsina incluye a la siguiente especie:
- Lippsina demens †